# Cork City (circonscription britannique)
Pour les articles homonymes, voir Cork (homonymie).
Cork City est une circonscription électorale du Royaume-Uni de Grande-Bretagne et d'Irlande, de 1801 à 1922. 